# Buch-Geiseldorf
Buch-Geiseldorf – dawna gmina w Austrii, w kraju związkowym Styria, w powiecie Hartberg. 1 stycznia 2013 została połączona z gminą Sankt Magdalena am Lemberg tworząc nową gminę Buch-St. Magdalena.